# Paperman
『ペーパーマン』(Paperman)は、株式会社ゲームポットによって運営されていたFPS形式のオンラインゲーム。略称は「PM」。不具合や運営体制等多くの問題を改善出来ず、2016年12月26日にサービスを終了。

## 概要
本作の大きな特徴として、タイトルの由来にもなっている「登場キャラクターが紙で出来ている」という設定があり、横を向くと線状になり、撃たれれば穴が空くといった、従来のFPSには見られない特徴を備えている。血飛沫といった表現は全く無い。アニメ調のキャラクターや著名な声優陣によるキャラクターボイスなど、キャラクター性を全面に推し出している点もアピールポイントとなっている。
その他の特徴としては、ほとんどの武器は現実世界にあるものを使っているが、著作権上の問題からか構造がおかしい（薬莢が左から排莢される)。マップは実在の都市をモデルにしたものから現実世界には存在しないファンタジーなものまで多々ある。回復ボムなどとファンタジーらしい武器も一部ある。
FPSとしての基本的な仕様は他社製FPSと似通っているものとなっているが、後述するように当たり判定が厳しく、また弱点を狙ってもダメージが低いため相手を的確に狙った攻撃が必要となり、結果として上級者向けのバランスとなっている。

## 履歴
- 2007年9月20日 サイカンゲームズ東京ゲームショウにて発表会を開催
- 2008年1月31日 クローズドβテスト開始
- 2008年3月13日 オープンβテスト開始
- 2008年3月31日にサイカンゲームズがオンラインゲームの事業整理を発表、翌月4月28日にゲームポットへ運営譲渡の発表が行われ、βテストを経て2009年2月12日に正式サービスが開始された。運営会社の変更により運営方針が大きく変わる。
- 2008年12月4日 プレオープンβテスト開始
- 2008年12月11日 オープンβテスト開始
- 2009年2月12日『ペーパーマン』正式サービス開始（ハンゲームからもサービスを開始）
- 2010年12月にはケータイ版『ペーパーマンmobile』をオープン。アイテムなどでのPCとの連動がなされていた（現在はサービス終了）。
- 2011年8月には6分間のwebアニメが公開された。
- 2016年12月26日 サービス終了[1]。

## ストーリー
魔法が使えるパピルス王国の王女、スルルが作り出したサバイバルゲームである『ペーパーマン』が主題の世界。スルルが『ペーパーマン』を国技にし国中で大ブームに。世界的にもブームを呼びかけており、そのため世界中から猛者が集結する。

## プレイガイド
アイテム課金制のゲームであり、プレイするだけなら無料である。ゲームIDを公式サイトで登録しプレイ可能。課金プレイはゲームポットで行う。初期武器にMP5KとUSP9とHE GRENADEとCU-BK7が配布される。後は戦闘で得られるゲーム内のお金（以下、PG）や課金を受けることで得られるCASHにより装備を買い揃えていく。装備には期限無制限（戦闘ごとに破損していくので修理〈PG使用〉が必要）とレンタル（1日・7日・30日）がある。初期で選べるキャラクターはハヤテ・ティナ・ガイ・テリシアの4名のみであり、他のキャラクターはPGで購入しないと使用できない。
ルールやシステムは基本的に他のFPSとほとんど同じであるため、特に特別な知識や技術も必要としない。しかし、ゲームポットによる仕様変更によって、他のFPSに比べて「当たり判定」と「武器の精度」が極端に悪くなってしまう。特に動いているキャラクターの被弾率は他のFPSに比べてかなり低い。またゲーム内通貨「PG」はアイテムを取るか敵を倒さないと獲られない上、1ゲームで得られる額も少額なため、初心者は資金不足に陥る事が多い。
上記の仕様変更に加え、新武器・新キャラのステータス補正不足、さらには「スキル」の実装で各キャラクターの性能強化が可能となり、勝ち進むにはいわゆる「強キャラ」「強武器」「強スキル」の3つの組み合わせによるプレイが必須条件となったため、現在ではゲーム内は敵・味方問わず衣装以外同じような装備をしていることが多い。
各マナー違反の取り締まりも甘い。

## ゲームモード
プレイヤーは、「個人サバイバル」「チームサバイバル」「チーム戦術モード」「チームスチール」「爆破ミッション」「パルプ&ロール」｢占領モード｣ ｢サッカーモード｣の8つの戦闘モードに加えて、練習できる「練習モード」と、「チャットルーム」でチャット部屋を作ることができる。人数は全てのモードにおいて2/4/6/8/10/12/14/16の偶数、最低2名最大16名の制限がある。
個人プレイ用の「シングルモード」仲間と協力してクリアを目指す｢PVE｣も実装された。
作成した部屋はパスワードをかけることが可能であり、身内のみで遊ぶこともできる。また部屋名をつけることができるので、部屋名でLR（ローカルルール）を指定している所もある。

### 個人サバイバル
- 時間 10/15/20min
- killノルマ 20/30/40/50数
- マップ 古城/スタジアム/宇宙船/料亭/刑務所/渋谷/工事現場/大型農家

指定した時間が過ぎるか、killノルマに一人が最初に到達した時点で終了となる。死亡するとリスポーンで復活、復活した状態では5秒間の無敵時間（リスポーンタイム）があるためリスポーンプレイヤーと遭遇して死ぬといったことがよくある。次々と敵に会う、後ろから敵が現れるなどというのが多いため連戦、接近に強い武器（SGなど）が有利とされる。

### チームサバイバル
- 時間 10/20/30min
- killノルマ 50/100/200数
- マップ ブリッジ/きのこ工場/下水道/京都/オールドシティ/新宿/冬の街/銭湯/炭坑要塞/スラム街/パピルス遺跡/幽霊墓場/スタジアム/古代寺院/クラブ/RCA/祭り/鷹の爪団秘密基地/華西街夜市/パピルスステーション

指定した時間が過ぎるか、チーム合計のkill数がノルマ達成したら終了となる。バランスモードにすると途中参加者は自動的に人数の少ないチームに入る。

### チーム戦術モード
- 時間 3/4/5min
- Round 3/5/7/10/12/15回
- マップ 地下鉄/オールドシティ/京都/料亭/幽霊墓場/新宿/スラム街/工事現場/きのこ工場/海賊船/刑務所/紛争地区/ヒバリーヒルズ/カジノ/工場ダブルオー/パピルス遺跡2/三国志/パピルス学院

どちらかのチームが全滅した時点で終了となり、指定した時間が過ぎた場合は生き残っている数の多いほうが勝利となる（同数の場合は引き分け）。このモードはリスポンがないため、一度死ぬとそのRoundで、そのプレイヤーの活動は終わりとなる。バランスモードにすると途中参加者は自動的に人数の少ないチームに入る。

### チームスチール
- 時間 10/20/30mim
- 染料 1000/2000/3000cc
- マップ 工場ダブルオー/銭湯/魔法図書館/スペースファンタジー/温泉/新宿/海賊船/野菜研究所/鉱山村/池袋(Xmas)
  - 期間限定マップ メリークリスマス

指定した時間が過ぎるか、相手の染料を0にすれば終了となる。敵陣にある染料の入った壺に触れるとプレイヤーの色が染まる。その状態で、自軍の壺にタッチすることで100cc移動させることができる。染料数が同じ場合はkill数で勝敗がつくシステム。

### 爆破ミッション
- 時間 3/4/5min
- Round 3/5/7/10/12/15回
- マップ ロボット工場/ピラミッド/紛争地区/工事現場/スラム街/大型農場/ビバリーヒルズ/古城/池袋/きのこ工場/地下鉄

指定した時間が過ぎるか、どちらかのチームが全滅するか、もしくは相手の拠点を爆破or爆弾解除すればそのRoundの勝敗がつく。攻撃側の場合は敵陣に蛍光色にひかっている部分があるのでデフォルトの設定ならば「5」のキーで爆弾を手に持ち、左クリックを一定時間押し続けることで設置可能。逆に防衛側は設置された爆弾を解除するにはデフォルト設定で「E」のキーで、クロスヘア（照準）を爆弾に向けて、「E」のキーを一定時間押し続けることで解除可能。爆弾設置か爆弾解除中は完全な無防備になるため、敵の排除から始める必要がある。

### パルプ&ロール
- 時間 15/30/45min
- 条件 100/200/300point
- マップ 魔法図書館/スラム街/渓谷要塞/炭鉱要塞/野菜研究所/工場ダブルオー/オールドシティ

各チームごとに3つの地点に用意されたパルプを攻撃側と防御側に別れて取り合う。攻撃側は3本のパルプの1本でも自分の決められた陣地にもっていけばポイントが入り防御側になる。なお、パルプを奪っているキャラクターは移動が遅くなり、パルプで殴る以外での攻撃手段がなくなってしまう。
防御側は奪われないまま90秒が過ぎるか、暴走ゲージが100%になると暴走モードに30秒間突入する。暴走モードは攻撃側は無敵状態となり移動も早くなる、近距離攻撃のハンドしか使えないが一発でどんな敵も倒すことができるようになる。防衛側はひたすら逃げ回るのだが、暴走モード時に倒されると敵側の暴走ゲージが増加していくので、なるべく倒されないようにする必要がある。
暴走中に100%溜まってしまった場合は再暴走となり、暴走時間が残り30秒から再び始まる。これを繰り返し、決められたポイントになるか、時間制限が0になった時に点数の高いチームが勝ちとなる。

### new占領モード
- 時間 10/15/20 分から選択
- 条件 300/500/700/1000 Pointから選択
- マップ 古い港町

A・B・C三箇所のポイントを占領を目指す。
このモードはKDは一切反映されない。
占領箇所にいるだけでゲージは溜まる(もしくは相手チームのゲージを減らせる)が、占領完了後も居続けないとゲージは減ってしまう。
1箇所のポイント占領で1秒毎1ポイント、3箇所全てを占領すると1秒毎4ポイント入る。
3箇所全て相手チームに占領されているとき、リスポーン時間が20%減る。

### サッカーモード
- 時間 5/7/15/20min
- 条件 5/7/10/15Goal
- マップ　スルルスタジアム（障害物）/スルルスタジアム

4月17日に実装された新モード。

### 練習モード
- 時間 10/20/30min

そのままの通り、練習するモードである。kill数やDeath数は変化せず。EXPもPGももらえない。一人でも開始できる。

### チャットルーム
武器は一切持てないチャット部屋。エモーションなどのシステムがある（練習モードでもエモーションは可）。

### シングルモード
個人プレイのモードであるが、対戦用サーバーへの接続は必要。サーバーから定期的に更新されるシナリオステージを攻略していく。
操作キャラクターはシールドで守られた一定の範囲だけ移動が可能で、そこからAIで動かされる敵を倒し、シールドの破壊を防ぎつつ一定時間耐久もしくは一定時間後に出てくるボスを倒すとクリアとなる。
「ランキングプレイ」と「イージープレイ」の2モードがある。
- イージープレイ
  - 気軽に遊べるモードとして難易度が低めに設定してあり、プレイ数にも制限は無いが、スコアやランキングなどは送信されない。
- ランキングプレイ
  - ゲーム終了時のスコアが自己スコアや各ランキングに送信・反映されるが、プレイは一日5回までという制限が付いている。イージープレイとは敵の耐久力や数が異なり、難易度が高い。

## 登場マップ
- きのこ工場
- オールドシティー
- ブリッジ
- 幽霊墓場
- 古城
- スタジアム
- 工場ダブルオー
- 魔法図書館
- 海賊船
- 銭湯
- 温泉
- 京都
- 新宿
- パピルス遺跡
- 工事現場
- ロボット工場
- ピラミッド
- パピルスステーション
- 紛争地帯

etc.

## 過去のチャンネル
1つのチャンネルにつき最大300人まで接続可能。過去には初級以下の「ひよこ」が存在した。K/Dとはkill数とDeath数の割合。1以上ならばkill数が上回っているという意味。
- 参加条件：クラン加入者のみ利用可能（GMクランとの公式イベントが行われた）
  - ミリィ（クラン） - 1,2,3
- 参加条件：Lv1以下、もしくはK/Dが1未満のプレイヤー
  - ハヤテ（初級） - 1,2,3
- 参加条件：Lv2以下、もしくはK/Dが1.1未満のプレイヤー
  - ティナ（中級） - 1,2,3
- 参加条件：制限無
  - テリシア（一般） - 1,2,3
  - スルル（一般） - 1,2,3

## 8月3日のメンテナンス以降のチャンネル
1つのチャンネルにつき最大200人まで接続可。
- 参加条件：クラン加入者のみ利用可能
  - ミリィ（クラン） - 1,2,3,4,5
ただし5は現在トーナメント専用
- 参加条件：Lv1以下、もしくはK/Dが1未満のプレイヤー
  - ハヤテ（初級） - 1,2,3,4,5
  - ティナ（初級） - 1,2,3,4,5
- 参加条件：Lv2以下、もしくはK/Dが1.1未満のプレイヤー
  - ガイ（中級） - 1,2,3,4,5
  - リカ（中級） - 1,2,3,4,5
- 参加条件：制限無
  - テリシア（一般） - 1,2,3,4,5
  - スルル（一般） - 1,2,3,4.5

## 2月20日のメンテナンス以降のチャンネル
1つのチャンネルにつき最大200人まで接続可。
- 入場条件：クラン参加者のみ利用可能
  - ミリィ（クラン） - 1,2,3,4,5
ただし5は現在トーナメント専用　　獲得PG・EXP1.2倍
  - ハヤテ（ライト）旧初級 - 1,2,3,4,5
  - ティナ（ライト）- 1,2,3,4,5
- 入場条件：K/D1.0未満
  - ガイ（ミドル）旧中級- 1,2,3,4,5
  - リカ（ミドル）
- 入場条件：K/D1.7未満
  - テリシア（一般）- 1,2,3,4,5
- 入場条件：制限無（レベル・K/Dに関係なく入場自由）
  - スルル（ローカル｛ゲスト、コース部分設定）- 1,2,3,4,5

詳しくは、こちら。

## 登場キャラクター
ハヤテ（男 16歳）声：保志総一朗 / サイカンゲームズ時代梶裕貴
軍事マニアの男の子がペーパーマンの噂をききつけて参加。パラメータはバランス型である。影が薄いのが特徴らしく、公式サイトでも杜撰な扱いを受けている。
ティナ（女 16歳）声：藤田咲
記者の女の子。記事のためにペーパーマンに参戦。パラメータはハヤテと同じ。
ガイ（男 20歳）声：檜山修之 / サイカンゲームズ時代岡崎雅紘
元軍人の狼。ゲーム中のボイスが凛々しく、初期キャラとしてゲーム開始時から選択できるため人気がある。被弾面積は大きいものの急所が狭いため、そこそこタフなキャラである。
テリシア（女 18歳）声：中村繪里子
アイドル志望の白猫。ペーパーマンで目立つことでアイドルになろうと思い立ち参戦する。ガイとくらべて急所が大きく被弾面積が広いが、修正されたためタフとなった。一応猫ではあるが「にゃ」ではなく「にょ」と鳴くこともある。
ミリィ（女 14歳）声：長谷川明子
ハヤテやティナより年下の女の子。ジャンプ時の「イッチャ」や開始時の「にょっこにょこにするわよ」のボイスが印象的。気持ち程度に移動が遅く被ダメージが若干多い、という通常状態では弱キャラ設定ではあるが、その分小柄で被弾しにくく、スキルによってはかなりの強キャラになり得る。2008年12月24日に実装。
サイラス（男 年齢不詳）声：桑原敬一
全体を包帯に包まれたミイラみたいな男。ティナやハヤテに比べ移動が少し遅い。実装当時は防御力が高かったが、2か月後に修正・弱体化した。2度にわたる修正によりステータス補正は強くなったが、依然被弾面積が小さいことから強キャラに分類されていた。公式イベントでは使用禁止。2009年6月10日に実装。
ドッドン（男 年齢不詳）声：岡崎雅紘
スルルのお目付け役としてペーパーマンに参加したが、自分自身がペーパーマンにはまってしまった優秀な親衛隊。身長は低めだが、横長のため被弾しやすく、これと言った補正もなかったが、修正後は防御力が強化された。年齢は不明。2009年10月7日に実装。
アルル（女 12歳）声：又吉愛
ドッドンと同じく身長は低いが、特徴的な耳にも当たり判定が存在する。修正の後に防御力が強化された。2010年3月3日に実装。
スルル（女 14歳）
ペーパーマンの舞台のパピルス王国のお姫様。 運営専用キャラの為、ユーザーが選択可能なキャラとしての実装予定はない。
フッド（男 15歳）声：水橋かおり
獣人国の端っこにある田舎町から、都会に憧れて上京してきた青年。「ペーパーマン」の告知を見て、ポスターのかっこよさにひかれて参加を決める。真面目だがどこか抜けているおっとりキャラ。小太りで体にくびれがないため一見何の動物か分かり難いが、一応「イタチ」である。他の獣系と同様に被弾面積が大きい。2011年8月3日に実装。
ヴァン（男 25歳）声：髙階俊嗣
かつて獣人国で最大勢力を誇ったマフィアのボスだったが、国が平和になってしまったため構成員が外に流れ、解散してしまった。優秀な人材を集めるためにペーパーマンに参戦する。気持ち程度に防御力が高いが、それ以上に獣系の特徴である被弾面積が大きい。2010年9月2日に実装。
イーリカ・パレッド（女 22歳）声：植田佳奈
パピルス王国のスルル姫を護衛する女性。男性では護衛できない入浴から寝室などを付き従うが実はスルル姫に探りを入れるスパイである。コードネームはリカ。ステータス補正が大きいがスキルによって強化が出来るため、公式イベントでは使用禁止。2011年2月9日に実装。
レム（女 年齢不詳）声：斎藤千和
古代文明の発掘現場にて、カプセルの中から発見されたロボットの少女。スルルの誘いにより参加したペーパーマンの練習試合ではリカを除いた精鋭SP達を一瞬で倒すほどの実力を持っているらしい。パラメーターはミリィとほぼ同等だが、ミリィよりも被弾面積が小さい。2012年2月8日に実装。
エリス（女 15歳）声：佐倉綾音
パピルス王国の北に位置するアイスル王国の王女。同じ王女としてライバル視していたスルルに負けてられないと、ペーパーマンへの参加を決意する。移動が速く防御がないが、その分被弾面積も小さめ。2013年3月13日に実装。
ルコット（女 10歳）声：下田麻美
ペーパーマンの大会副賞である、パピルス王国で超有名ブランドのクマの特大ぬいぐるみに目を奪われる。優勝賞金よりもクマのぬいぐるみを勝ち取るため、何もわからないままペーパーマンへの参加を決めた。2014年3月5日実装。
ルーシー（女 350歳）声：藤田咲
本名ルシファー。スルルが書庫の奥から見つけてきた悪魔召喚の本を試した所、パピルス王国へ召喚されてしまった悪魔の女の子。召喚後すぐに魔界へ帰らず、何か面白そうだからとパピルス城に勝手に居座りペーパーマンへ参加する事になった。歳は350歳とあるが人間でいうと13歳くらい。性格は明るく脳天気。楽しい物とかわいい物が好き。『一人称が「ワシ」で語尾に「じゃ」がつく話し方をするが思考はやや幼稚な所がある』という設定。2016年3月16日に実装。

## 登場武器
武器の種類は「メイン武器」「サブ武器」「近接武器（ナイフ系）」「近接武器（ボム系）」に分かれており、それぞれに3つまで武器をセット可能。その中から各種一つずつを選択して戦う事になる。さらにメイン武器は、サブマシンガン(SMG)、アサルトライフル(AR)、ショットガン(SG)、スナイパーライフル(SR)に分別できる。
これから掲載される武器は一部の武器である。

### メイン武器

#### サブマシンガン
| 名称               | 実銃名称                           | 購入価格(PG) | レンタル価格(CASH)                | 装弾数 | 備考                                      |
| ------------------ | ---------------------------------- | ------------ | --------------------------------- | ------ | ----------------------------------------- |
| MP5K               | H&K MP5                            | -            | -                                 | 30/120 | 初期装備                                  |
| MP5 SD6            | H&K MP5SD6                         | 17000PG      | 1日 3CASH 7日 8CASH 30日 27CASH   | 30/120 | -                                         |
| K7                 | Daewoo K7                          | 45000PG      | 1日 10CASH 7日 25CASH 30日 90CASH | 30/120 | 韓国製のSMG                               |
| INGRAM             | イングラムM11                      | 15000PG      | 1日 5CASH 7日 13CASH 30日 45CASH  | 32/128 | -                                         |
| MP40               | MP40                               | 25000PG      | 1日 10CASH 7日 25CASH 30日 90CASH | 32/96  | -                                         |
| TOMMY GUN          | トンプソン・サブマシンガン (M1928) | 34000PG      | 1日 6CASH 7日 15CASH 30日 54CASH  | 50/150 | レベルUPボーナスで 一日限定無料レンタル有 |
| P90                | FN P90                             | 53000PG      | 1日 10CASH 7日 25CASH 30日 90CASH | 50/100 | -                                         |
| M3 GREASEGUN       | M3サブマシンガン                   | 38000PG      | 1日 8CASH 7日 20CASH 30日 72CASH  | 30/120 | -                                         |
| MP18               | MP18                               | 32000PG      | 1日 9CASH 7日 23CASH 30日 81CASH  | 32/160 | ボックスマガジン仕様                      |
| UZI                | UZI (SMG)                          | 53000PG      | 1日 10CASH 7日 25CASH 30日 90CASH | 32/96  | -                                         |
| 100式機関短銃      | 一〇〇式機関短銃                   | 48000PG      | 1日 10CASH 7日 25CASH 30日 90CASH | 30/120 | 後期生産型                                |
| PP-19 Bizon        | PP-19 Bizon                        | 55000PG      | 1日 10CASH 7日 25CASH 30日 90CASH | 50/100 | 実銃と違い装弾数50発                      |
| MP9                | ブリュッガー&トーメMP9             | 45000PG      | 1日 10CASH 7日 25CASH 30日 90CASH | 30/120 | -                                         |
| INGRAM（Silencer） | イングラムM11                      | 20000PG      | 1日 6CASH 7日 15CASH 30日 54CASH  | 32/128 | サプレッサーを装備                        |
| SCORPION EVO 3     | Vz 61                              | 230CP        | 230CP                             | 30/120 | 光学ダットサイトを覗ける                  |

#### アサルトライフル
| 名称             | 実銃名称                | 購入価格(PG) | レンタル価格(CASH)                | 装弾数 | 備考                                                              |
| ---------------- | ----------------------- | ------------ | --------------------------------- | ------ | ----------------------------------------------------------------- |
| AK-47            | AK-47                   | 33000PG      | 1日 9CASH 7日 23CASH 30日 81CASH  | 30/120 | -                                                                 |
| TAR-21           | IMI タボールAR21        | 20000PG      | 1日 6CASH 7日 15CASH 30日 54CASH  | 30/120 | スコープ有り レベルUPボーナスで 期間限定無料レンタル有            |
| M4 A1            | M4A1カービン            | 28000PG      | 1日 9CASH 7日 23CASH 30日 81CASH  | 30/120 | チュートリアルで 期間限定無料レンタル有                           |
| FAMAS            | FA-MAS F1               | 50000PG      | 1日 9CASH 7日 23CASH 30日 81CASH  | 25/100 | -                                                                 |
| G36              | H&K G36                 | 27000PG      | 1日 7CASH 7日 18CASH 30日 63CASH  | 30/120 | スコープ有り                                                      |
| M16 A1           | M16 A1                  | 21000PG      | 1日 5CASH 7日 12CASH 30日 45CASH  | 30/120 | 旧初期装備                                                        |
| AK-74            | AK-74                   | 40000PG      | 1日 8CASH 7日 20CASH 30日 72CASH  | 30/120 | -                                                                 |
| AUG              | ステアーAUG             | 53000PG      | 1日 10CASH 7日 25CASH 30日 90CASH | 30/120 | スコープ有り                                                      |
| L85A1            | L85A1                   | 50000PG      | 1日 9CASH 7日 23CASH 30日 81CASH  | 30/120 | スコープ有り                                                      |
| 89式小銃         | 89式5.56mm小銃          | 36000PG      | 1日 8CASH 7日 20CASH 30日 72CASH  | 30/120 | -                                                                 |
| SIG550           | SIG SG550               | 55000PG      | 1日 10CASH 7日 25CASH 30日 90CASH | 30/120 | -                                                                 |
| M14 EBR          | スプリングフィールドM14 | 42000PG      | 1日 10CASH 7日 25CASH 30日 90CASH | 20/120 | -                                                                 |
| AN-94            | AN-94                   | 40000PG      | 1日 10CASH 7日 25CASH 30日 90CASH | 30/120 | Papermanでは二点射設定はできず 三点射となっている。               |
| キーボードギター | Roland AX-Synth         | 180CASH      | -                                 | 30/120 | キーボードギター型アサルトライフル 薬莢ではなく音符が排出される。 |
| AK74M            | AK74                    | 50000PG      | 1日 9CASH 7日 23CASH 30日 81CASH  | 30/120 | 三点射可能 ダットサイト装備                                       |
| ARX160           | Beretta ARX160          | 55000PG      | 1日 10CASH 7日 25CASH 30日 90CASH | 30/120 | -                                                                 |
| T91              | 91式歩槍                | 55000PG      | 1日 10CASH 7日 25CASH 30日 90CASH | 30/120 | -                                                                 |
| M-1 Carbine      | U.S.M1カービン          | 40000PG      | 1日 10CASH 7日 25CASH 30日 90CASH | 15/120 | M2ではないがフルオート可 ピープサイト有                           |

#### ショットガン
| 名称          | 実銃名称               | 購入価格(PG) | レンタル価格(CASH)                | 装弾数 | 備考                                                                                    |
| ------------- | ---------------------- | ------------ | --------------------------------- | ------ | --------------------------------------------------------------------------------------- |
| M3 SUPER90    | Benelli M3 Super90     | 32000PG      | 1日 9CASH 7日 23CASH 30日 81CASH  | 9/26   | レベルUPボーナスで 期間限定無料レンタル有                                               |
| WINCHESTER    | Winchester M1887       | 36000PG      | 1日 8CASH 7日 20CASH 30日 72CASH  | 7/23   | -                                                                                       |
| REMINGTON     | レミントンM870         | 40000PG      | 1日 10CASH 7日 25CASH 30日 90CASH | 8/24   | ポンプ式SGで 速射可能                                                                   |
| SPAS-12       | フランキ・スパス12     | 41000PG      | 1日 10CASH 7日 25CASH 30日 90CASH | 8/24   | -                                                                                       |
| M1014 Benelli | Benelli M4 Super90     | 42000PG      | 1日 10CASH 7日 25CASH 30日 90CASH | 8/24   | セミオートのみでレミントンと 同じ扱いはできない。                                       |
| USAS-12       | U.S. AS12              | 55000PG      | 1日 10CASH 7日 25CASH 30日 90CASH | 10/40  | ボックスマガジン装弾数10発 フルオート可能                                               |
| Saiga-12      | イズマッシュ・サイガ12 | 60000PG      | 1日 10CASH 7日 25CASH 30日 90CASH | 10/40  | ボックスマガジン装弾数10発 フルオート可能 実銃と違い装弾数10発 公式イベントでは使用禁止 |
| FN-TPS        | FN-TPS                 | 41000PG      | 1日 10CASH 7日 25CASH 30日 90CASH | 7/23   | フルオート可能。ただしREMINGTONより劣る。                                               |
| AA-12         | MPS AA-12              | 58000PG      | 1日 10CASH 7日 25CASH 30日 90CASH | 20/40  | -                                                                                       |

#### スナイパーライフル
| 名称           | 実銃名称                               | 購入価格(PG) | レンタル価格(CASH)                 | 装弾数 | 備考                                                   |
| -------------- | -------------------------------------- | ------------ | ---------------------------------- | ------ | ------------------------------------------------------ |
| WIN M70        | ウィンチェスターM70                    | 27000PG      | 1日 9CASH 7日 23CASH 30日 81CASH   | 1/29   | スコープ有り レベルUPボーナスで 期間限定無料レンタル有 |
| L96 A1         | L96A1 AWM(Magnum)                      | 58000PG      | 1日 11CASH 7日 28CASH 30日 99CASH  | 5/20   | 2段ズームスコープ有り                                  |
| DRAGUNOV       | ドラグノフ狙撃銃                       | 78000PG      | 1日 12CASH 7日 30CASH 30日 108CASH | 7/28   | 2段ズームスコープ有り                                  |
| PSG-1          | PSG-1                                  | 80000PG      | 1日 13CASH 7日 33CASH 30日 117CASH | 5/20   | 2段ズームスコープ有り                                  |
| M200           | チェイタックM200                       | 80000PG      | 1日 13CASH 7日 33CASH 30日 117CASH | 5/20   | 2段ズームスコープ有り                                  |
| M82A3          | バレットM82                            | 90000PG      | 1日 13CASH 7日 33CASH 30日 117CASH | 10/20  | 2段ズームスコープ有り                                  |
| VSS Vintorez   | VSS (狙撃銃)                           | 78000PG      | 1日 12CASH 7日 30CASH 30日 108CASH | 10/50  | 2段ズームスコープ有り                                  |
| M24 SWS        | M24 SWS                                | 85000PG      | 1日 13CASH 7日 33CASH 30日 117CASH | 5/20   | 2段ズームスコープ有り                                  |
| DRAGUNOV SWD-M | SWD-M （ポーランド製ドラグノフ狙撃銃） | 90000PG      | 1日 13CASH 7日 33CASH 30日 117CASH | 7/28   | 2段ズームスコープ有り                                  |
| Knights SR-25  | ナイツアーマメントSR-25                | 95000PG      | 1日 14CASH 7日 35CASH 30日 126CASH | 20/20  | 2段ズームスコープ有り                                  |
| Mosin Nagant   | モシン・ナガンM1891/30                 | 85000PG      | 1日 13CASH 7日 33CASH 30日 117CASH | 5/20   | 2段ズームスコープ有り 単発リロード                     |

#### ライトマシンガン
| 名称                 | 実銃名称             | 購入価格(PG) | レンタル価格(CASH)                | 装弾数  | 備考 |
| -------------------- | -------------------- | ------------ | --------------------------------- | ------- | ---- |
| MG42                 | グロスフスMG42機関銃 | 55000PG      | 1日 10CASH 7日 25CASH 30日 90CASH | 100/100 | -    |
| 99式軽機関銃         | 九九式軽機関銃       | 32000PG      | 1日 6CASH 7日 15CASH 30日 54CASH  | 50/150  | -    |
| DP28                 | DP28軽機関銃         | 55000PG      | 1日 10CASH 7日 25CASH 30日 90CASH | 50/150  | -    |
| クッションガトリング | M134 (機関銃)        | 55000PG      | 1日 10CASH 7日 25CASH 30日 90CASH | 80/160  | -    |

#### 特殊武器
| 名称                     | 実銃名称           | 購入価格(PG)    | レンタル価格(CASH)                | 装弾数 | 備考                                    |
| ------------------------ | ------------------ | --------------- | --------------------------------- | ------ | --------------------------------------- |
| 火縄銃                   | マッチロック式小銃 | 150CASH         | -                                 | 3/37   | 装填3発。反動は大筒だが音は小筒タイプ。 |
| L-1012                   | -                  | 80000PG         | 1日 13CASH 7日 73CASH 30日 17CASH | 10/40  | 高精度のビームを発射する。              |
| プラズマガン             | -                  | 180CASH         | -                                 | 25/125 |                                         |
| クロスボウ               | クロスボウ         | 非売品          | -                                 | 10/40  |                                         |
| 三八式歩兵銃             | 三八式騎銃         | 200CP           | -                                 | 5/25   |                                         |
| 御坂美琴超電磁砲         | -                  | 200CASH         | -                                 | 1/40   |                                         |
| SOCCERキャノン           | -                  | 180CASH         | -                                 | 30/150 |                                         |
| ブラッティ・ラガマフィン | -                  | 福袋            | -                                 | 1/60   |                                         |
| パピヨン                 | -                  | 福袋            | -                                 | 30/150 |                                         |
| リモコンレールガン       | -                  | 150CASH 80000PG | -                                 | 12/60  |                                         |
| エアボードSMG            | -                  | 福袋            | -                                 | 18/82  |                                         |

### サブ武器

#### ハンドガン
| 名称            | 実銃名称                 | 購入価格(PG) | レンタル価格(CASH)               | 装弾数 | 備考 |
| --------------- | ------------------------ | ------------ | -------------------------------- | ------ | --- |
| USP9            | H&K USP                  | -            | 初期補助火器につき無料           | 12/24  | 初期装備 |
| COLT45          | コルト・ガバメント       | 6800PG       | 1日 3CASH 7日 8CASH 30日 27CASH  | 7/28   | - |
| DE.50 AE        | デザートイーグル         | 45000PG      | 1日 9CASH 7日 23CASH 30日 81CASH | 7/28   | ゲーム内では軽いサブ武器のひとつとなっている。                                                                                      |
| GLOCK18         | グロック18               | 38000PG      | 1日 9CASH 7日 23CASH 30日 81CASH | 20/40  | 20発弾倉となっている。フルオート可能。                                                                                              |
| DOUBLE BARREL   | ソードオフ・ショットガン | 38000PG      | 1日 9CASH 7日 23CASH 30日 81CASH | 1/17   | 映画「マッドマックス」で有名になった銃身と銃床をカットした改造SG。韓国版サドンアタックにも登場。 レベルup報酬で一日無料レンタル有。 |
| FNP45           | FN FNP                   | 25000PG      | 1日 7CASH 7日 18CASH 30日 68CASH | 7/28   | - |
| Luger           | ルガーP08                | 30000PG      | 1日 8CASH 7日 20CASH 30日 72CASH | 8/32   | MP18との連携はできない。 |
| AUTO9           | AUTO9                    | 42000PG      | 1日 9CASH 7日 23CASH 30日 81CASH | 20/40  | 映画ロボコップで主人公マーフィーが使用する架空の大型拳銃。 フルオート可能。                                                         |
| T/Cコンテンダー | トンプソンコンテンダー   | 45000PG      | 1日 9CASH 7日 23CASH 30日 81CASH | 1/15   | - |
| M9 Beretta      | ベレッタM92              | 30000PG      | 1日 9CASH 7日 23CASH 30日 81CASH | 15/30  | - |
| MK23 Socom      | H&K MARK 23              | 27000PG      | 1日 7CASH 7日 18CASH 30日 68CASH | 12/24  | レーザーは使用できない |
| Stechkin APS    | ステーチキン式全自動拳銃 | 27000        | 1日 9CASH 7日 23CASH 30日 81CASH | 20/40  | ストックがあるが、反動は軽減されない。フルオート可能。                                                                              |

#### その他
| 名称 | 実銃名称               | 購入価格(PG) | レンタル価格(CASH)               | 装弾数 | 備考                                                                                           |
| ---- | ---------------------- | ------------ | -------------------------------- | ------ | ---------------------------------------------------------------------------------------------- |
| 大筒 | 大筒                   | 45000PG      | 1日 9CASH 7日 23CASH 30日 81CASH | 1/2    | 射撃後、一定の距離で弾が勝手に炸裂する。                                                       |
| M202 | M202ロケットランチャー | 38000PG      | 1日 9CASH 7日 23CASH 30日 81CASH | 4/0    | 大筒同様弾速が設定されており、発射から着弾までにタイムラグが生じる。公式イベントでは使用禁止。 |

### 近接武器（ナイフ系）
| 名称               | 実名称         | 価格(PG)                          | 価格(CASH)  | 備考 |
| ------------------ | -------------- | --------------------------------- | ----------- | --- |
| CU-BK7             | M7 bayonet     | -                                 | -           | 初期武器 |
| CU-BK9             | M9 bayonet     | 永久 4300PG                       | -           | - |
| コテツ             | 虎徹           | 1日 800PG 7日 5000PG 30日 15000PG | 永久 48CASH | 江戸時代の名匠、長曽禰興里の銘刀。 虎徹とは興里の入道名。                                                                           |
| CUTTER             | カッターナイフ | 1日 800PG 7日 5000PG 30日 15000PG | 永久 50CASH | - |
| スピリッツダガー   | （不明）       | 1日 800PG 7日 5000PG 30日 15000PG | 永久 48CASH | - |
| 十手               | 十手           | 1日 800PG 7日 5000PG 30日 15000PG | 永久 50CASH | - |
| キセル             | 煙管           | 1日 800PG 7日 5000PG 30日 15000PG | 永久 50CASH | 移動速度は初期武器のCU-BK7よりも若干速い程度。                                                                                      |
| ハサミ F           | はさみ         | 1日 800PG 7日 5000PG 30日 15000PG | 永久 50CASH | 移動速度はカッターやスピリッツダガーと同等。                                                                                        |
| MT MOD 10          | MT MOD 10      | 1日 800PG 7日 5000PG 30日 15000PG | 永久 50CASH | 威力はCU-BK7の約三倍でCU-BK9よりやや高く、移動速度はCUTTERなどと同等で全武器中トップクラス                                          |
| 羽子板             | 羽子板         | 1日 800PG 7日 5000PG 30日 15000PG | 永久 50CASH | 移動速度はカッターやハサミより僅かながら速く、現在最速 描かれている絵は2011年2月9日に実装された“女スパイ(イーリカ・パレッド)”らしい |
| エンジェルステッキ | -              | 1日 800PG 7日 5000PG 30日 15000PG | 永久 50CASH | 取り出し時や振ったときに音が鳴る。                                                                                                  |
| マイク             | -              | -                                 | 永久 50CASH | 取振ったときに声が聞こえる。 |

蛍光棒
魔法の力で電気が無くとも光る棒。蛍光灯に柄と鍔がついた玩具のような外見である。
| 色 | 価格(PG)                          | 価格(CASH)  | 備考                                          |
| -- | --------------------------------- | ----------- | --------------------------------------------- |
| 白 | 1日 800PG 7日 5000PG 30日 15000PG | 永久 50CASH | バランスタイプ                                |
| 青 | 1日 800PG 7日 5000PG 30日 15000PG | 永久 50CASH | 攻撃力が低い 連射速度と移動速度が速い。       |
| 赤 | 1日 800PG 7日 5000PG 30日 15000PG | 永久 50CASH | 攻撃力が高い 射程が短く、連射速度も遅い。     |
| 水 | 1日 800PG 7日 5000PG 30日 15000PG | 永久 50CASH | 攻撃範囲が広い 移動速度が遅く、攻撃力が低め。 |
| 緑 | 1日 800PG 7日 5000PG 30日 15000PG | 永久 50CASH | 攻撃力が高い 連射速度と移動速度が遅い。       |
| 黄 | 1日 800PG 7日 5000PG 30日 15000PG | 永久 50CASH | ノックバック効果                              |

限定販売品
| 色                   | 価格(PG)                          | 価格(CASH)  | 備考                                                          |
| -------------------- | --------------------------------- | ----------- | ------------------------------------------------------------- |
| チョコスティック     | 1日 -PG 7日 -PG 30日 -PG          | 永久 50CASH | 2009年2月25日 - 3月1日限定販売 2010年2月3日 - 2月17日限定販売 |
| スティックキャンディ | 1日 800PG 7日 5000PG 30日 15000PG | 永久 50CASH | 2009年3月11日 - 3月25日限定販売                               |
| キャンディハンマー   | 1日 800PG 7日 5000PG 30日 15000PG | 永久 50CASH | 2009年3月11日 - 3月25日限定販売                               |
| キモカワハンマー     | 1日 -PG 7日 -PG 30日 -PG          | 永久 20CASH | 2009年11月18日 - 12月2日期間限定                              |
| マジカルツリー       | 1日 -PG 7日 -PG 30日 -PG          | 永久 50CASH | 2009年12月16日 - 2010年1月6日期間限定                         |
| 正月ハンマー         | 1日 -PG 7日 -PG 30日 -PG          | 永久 50CASH | 2010年1月6日 - 1月27日期間限定                                |

### 近接武器（ボム系）
いわゆる投擲武器のこと。PGとCASHで購入可能。CASHで購入した場合は初期所持数が一つ多くなる。
| 名称               | 購入価格                            | 効果                                       | 初期所持数 | 備考                                                                     |
| ------------------ | ----------------------------------- | ------------------------------------------ | ---------- | ------------------------------------------------------------------------ |
| HE GRENADE         | -                                   | 吹き上がり（小） ダメージ（小）            | 2          | 初期装備                                                                 |
| FLASH BOMB         | 1日 160PG 7日 890PG 30日 3360PG     | 閃光 轟音                                  | 2          | ダメージ無し                                                             |
| FLASH BOMB+        | 1日 3CASH 7日 7CASH 30日 27CASH     | 閃光 轟音                                  | 3          | ダメージ無し                                                             |
| AIR BOMB           | 1日 230PG 7日 1280PG 30日 4830PG    | 吹き上がり（大）                           | 2          | ダメージ無し                                                             |
| AIR BOMB+          | 1日 4CASH 7日 10CASH 30日 36CASH    | 吹き上がり（大）                           | 3          | ダメージ無し                                                             |
| FIRE BOMB          | 1日 300PG 7日 1500PG 30日 6000PG    | 視界悪化 継続ダメージ                      | 2          | -                                                                        |
| FIRE BOMB+         | 1日 4CASH 7日 10CASH 30日 36CASH    | 視界悪化 継続ダメージ                      | 3          | -                                                                        |
| MASHROOM BOMB      | 1日 800PG 7日 4000PG 30日 15500PG   | 範囲内の味方を回復                         | 3          | -                                                                        |
| MASHROOM BOMB+     | 1日 4CASH 7日 10CASH 30日 36CASH    | 範囲内の味方を回復                         | 4          | -                                                                        |
| DEMOLITION         | 1日 1100PG 7日 5500PG 30日 20900PG  | ダメージ（48）                             | 2          | 特殊効果はないがダメージが極めて多く、LRでの禁止事項になる場合がある。   |
| LIQUID BOMB        | 1日 250PG 7日 1380PG 30日 5250PG    | 移動速度減少 マウス感度低下                | 2          | -                                                                        |
| LIQUID BOMB+       | 1日 4CASH 7日 10CASH 30日 36CASH    | 移動速度減少 マウス感度低下                | 3          | -                                                                        |
| 正月モチ爆弾       | 1日 1000PG                          | 範囲内の味方を60回復                       | 1          | 期間限定販売                                                             |
| チョコボム         | 1日 1000PG                          | 範囲内の味方を50回復                       | 1          | 期間限定販売                                                             |
| ホワイトボム       | 1日 500PG                           | ダメージ（中）                             | 2          | 期間限定販売                                                             |
| チョコマッシュボム | 1日 2000PG 7日 10000PG 30日 40000PG | 範囲内の味方を26回復                       | 3          | 期間限定販売                                                             |
| アメリキッドボム   | 1日 1500PG 7日 7500PG 30日 30000PG  | 移動速度減少 マウス感度低下 ダメージ（15） | 3          | 期間限定発売                                                             |
| 吉田くんボム       | 永久 50CASH                         | 吹き上がり（小） ダメージ（小）            | 2          | 秘密結社鷹の爪とのコラボの際にCASHでの永久購入のみで期間限定発売された。 |
| クッションボム     | 1日 800PG 7日 4000PG 30日 15500PG   | 吹き上がり（中） ダメージ（10）            | 2          | -                                                                        |
| クッションボム+    | 1日 4CASH 7日 10CASH 30日 36CASH    | 吹き上がり（中） ダメージ（10）            | 3          | -                                                                        |
| かっぱっぱボム     | 1日 300PG 7日 1500PG 30日 4500PG    | 移動低下 ダメージ（22） 視界悪化（小）     | 2          | -                                                                        |
| かっぱっぱボム+    | 1日 300PG 7日 1500PG 30日 4500PG    | 移動低下 ダメージ（22） 視界悪化（小）     | 3          | -                                                                        |
| かっぱっぱボム     | 1日 300PG 7日 1500PG 30日 4500PG    | 移動低下 ダメージ（中） 視界悪化（小）     | 2          | -                                                                        |

## アバター
PGもしくはCASHで衣装アバターを購入することができる。PG限定品、CASH限定品、また福袋やペーパチ（スロットゲーム）の「大当たり」でしか手に入れられないものもある。各アバターは、顔/髪型/衣装（トップ/ボトム/靴）/アクセサリに分かれている。以前はアバターアイテムに「スキル値」が付いていて、着る衣装によってキャラクターの性能強化の種類を変化させるシステムだったが、各プレイヤーが強いスキルを求めた結果、ほとんどのプレイヤーが同じ衣装で戦う状態となってしまったため、現在はアバターとスキルを分離してある。今では着る服でキャラクターの性能が変わることは無いため、アバターの本来の主旨である「着せ替え」の自由度が大幅に広がった。しかし、衣装の部分は基本的にノーダメージだが、スナイパーライフルなど威力の高い武器の攻撃を受けるとダメージを受け、ヒットバックするため何も付けない方が望ましい。

## スキルとペーパズル
2010年8月19日に実装。スキル値がついていたアバターアイテムからスキルを分離したため、スキルを装備するための新しいアイテムとして「ペーパズル」が登場した。ショップのペーパーセンターから部位ごと（ヘア・トップ・ボトム・靴・アクセ）に購入が可能だが、どの種類のスキルが出るかは買うまでわからない。全部位がひとまとめにされたセット販売もあるが、必ず一長一短がある。
- スキルによる効果
  - 迅速：移動速度
  - 敏捷：武器交換速度・リロード速度
  - 根性：最大体力値
  - 防御：被ダメージ
  - 集中：反動制御

ペーパズルに記載されている各スキルの数字の合計によりスキルは発動する。合計の数字がプラスになれば各性能が上がり、逆にマイナスになると各性能が低下する。スキル発動条件を満たしていれば、複数のスキルの同時発動も可能。
スキルは5ポイント毎に発動･効果が変化し、1ポイント毎では効果はない。また、アクセサリー系の『相殺』はスキルポイントのマイナスのみを数値分打ち消す（あくまで『合計値がマイナスになった時』数値分だけを打ち消すもので、決してプラスにはならない）。
なお、発動したスキルは試合中に自動で効果が反映されるが、ルームでは「No Skill」という選択項目があり、これにチェックが入っている時はルーム内の全プレイヤーのスキルを発動しないように出来る。

## ペーパチ
ペーパーマンのアイテム（武器やアバター）をランダムで獲得できるスロットマシーン。キャラクターのレベルが10以上になると利用できる。1回30CASHもしくは1000PGで挑戦可能。ここでしか手に入らないアイテムはあるのはもちろん、期間限定でしかラインナップされないレアアイテムもある。スロットを回したアカウントでしかアイテムを受け取れない。

### 福袋
他作品とのコラボレーションによるペーパチは「福袋」として区別されている。こちらはコラボレーション開始による新規利用者も考慮し、キャラクターのレベル制限はない。
以下は過去に行われたコラボレーションの一覧。
- 魔法少女まどか☆マギカ
- ビビッドレッド・オペレーション
- とある科学の超電磁砲S
- VOCALOID
- メビウスオンライン

## イラストレータ
サイカンゲームズ当時とゲームポットに移行したあとではイラストレータは異なる。これはnakopapaに代表されるサイカンゲームズ時代のイラストレータの中には韓国の別会社に所属している人物もいるため容易に依頼し辛い事という状況から、日本人デザイナーの李KPAが公式イラストと一部アバター、パッケージ版のデザインを務めている。李はグッズなどのデザインも手掛け、パッケージ版に同梱されているペーパークラフトやオフラインイベント「ペーパーマン最強決定戦 in 秋葉原UDX」の景品（マグカップ・マウスパッド・テリシアTシャツ）の制作にも携わった。
その他、Shuen・H2SO4・PECORINなどが公式のイラストレーターとして参加している。